# Школа № 91 (Москва)
Школа № 91 — средняя общеобразовательная школа. Расположена в Центральном административном округе города Москвы по адресу: Поварская улица, дом 14.

## История
Школа № 91 основана в 1936 году на базе 5-й Московской гимназии, в которой учились Владимир Маяковский, Иван Ильин и Борис Пастернак. Изначально школа размещалась в здании на пересечении Поварской (Воровского) улицы и Большой Молчановки. В 1950-х годах в ходе строительства Калининского проспекта старое здание школы было снесено. В 1955 году для школы по типовому проекту Т-2 было построено новое блочное здание, в котором она размещается по сей день.
В 1959 году в школе под руководством Д. Б. Эльконина и В. В. Давыдова была образована лаборатория, занимавшаяся исследованием возможностей младших школьников. В 1963 году школа получила статус экспериментального общеобразовательного учреждения Академии педагогических наук РСФСР. С 1969 года в школе набираются математические классы, под руководством заслуженного учителя РФ Владимира Мироновича Сапожникова (1936—2004).
Среди известных выпускников математических классов — математики М. Л. Концевич и Д. Б. Каледин; программист, изобретатель игры «Тетрис» А. Л. Пажитнов, педагог И. В. Ященко, режиссёр документального кино Екатерина Ерёменко, шахматистка Юлия Тверская, искусствовед А. Ю. Броновицкая, филолог Михаил Крутиков.
В 2022 году ко дню рождения школы была выпущена книга "В сердце 91" с рассказами бывших и нынешних учителей и учеников, людей которые внесли большой вклад в развитие школы.

## Школа сегодня[когда?]
В настоящее время[когда?] в школе 23 класса, в которых обучается около 500 учащихся. Обучение в младших классах осуществляется по  системе Эльконина — Давыдова, в старших она постепенно[уточнить] исчезает.
В школе два математических класса (шестой и девятый).
В первый класс детей принимают начиная с возраста 6 лет и 6 месяцев после собеседования с педагогами и психологами.
8 ноября 2011 года школа № 91 вошла в официальный рейтинг лучших школ Москвы, заняв в нём 27-е место, и получила от столичных властей грант 10 миллионов рублей.
С 2012/2013 учебного года 5-е классы продолжают обучение по системе Эльконина — Давыдова, в настоящее время система уже внедрена в 6-е, и планируется также ввести её в 7-е классы. В 2016 году школа не вошла в 300 лучших школ Москвы.